# クモヘリカメムシ
クモヘリカメムシ Leptocorisa chinensis は、ホソヘリカメムシ科のカメムシの1つ。細身のカメムシで、稲の害虫としてよく知られている。

## 特徴
とても細長い体型のカメムシ。体長は16mm前後。生きているときは黄緑色だが、死ぬと汚黄色に変色する。頭部は小さくてその先端は縦に3つの部分に分かれ、そのうち両外側の部分が互いに密着して席に突き出る。複眼は黒くて頭部の側面にあり、その前後に黒褐色の筋模様がある。触角は細長く、全体には汚黄色だが第1節の末端、第2，第3節の先の方半分、それに第4節の大半が黒褐色になっている。なお先端の節が一番長い。前胸は細長く、その前縁部は区別されて襟のようになっている。また側面縁沿いは黄白色になり、後ろの縁は不規則な隆起が並んでいる。小楯板は細長くて先端が尖っている。前翅はたたむと腹部の末端に届き、先端側の膜質部が大きくて淡褐色を帯びていて透明。体の下面は淡黄色。歩脚はとても細長く、淡褐色だが脛節の先端部と附節は特に色が濃い。

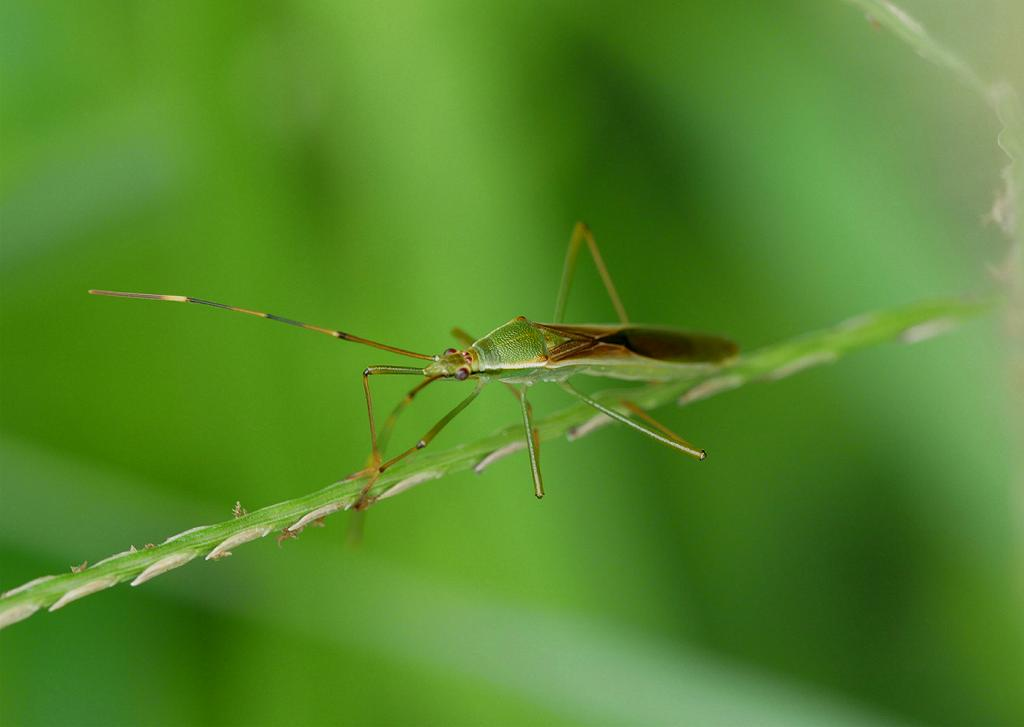
前体部の拡大
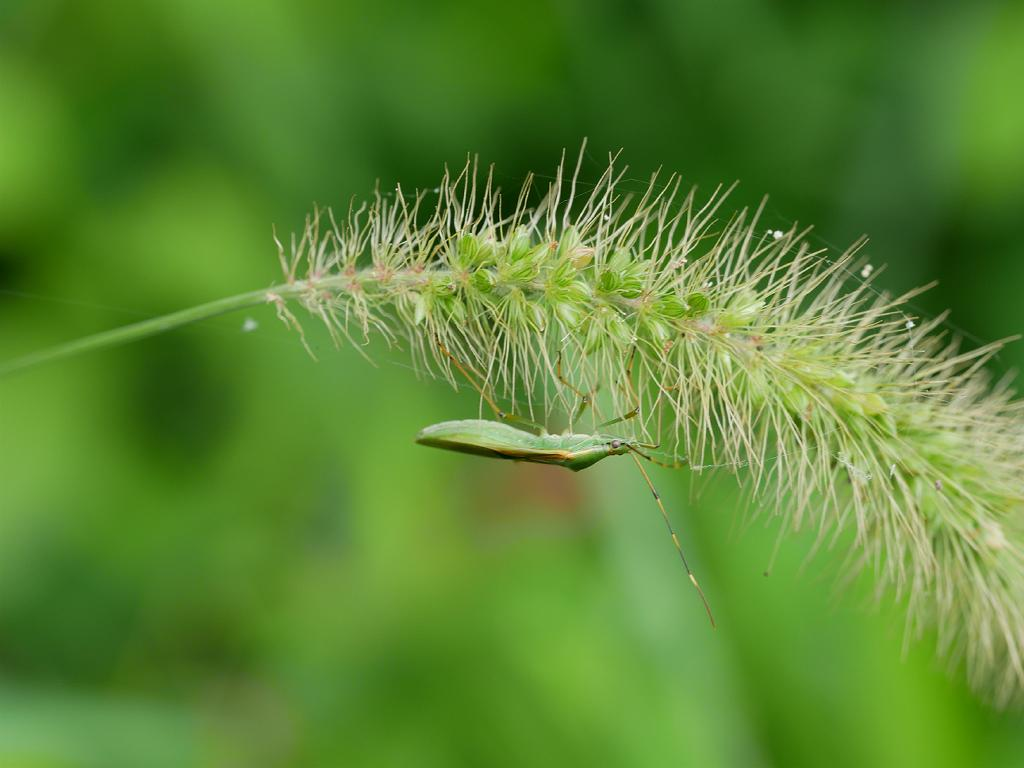
側面

## 生活史
宿主植物としてはイネ科植物で、イヌビエ、オヒシバ、エノコログサ、メヒシバ、オガサワラスズメノヒエ、タチスズメノヒエなどがあげられる。本種はイネの害虫としても知られるが、イネの穂が出る前後の季節には周囲のこれらイネ科雑草の上に生活している。
通常は年に2世代を経過する。越冬は成虫により、関東地方では杉林の林床のシダの間などで発見されている。春になるとメヒシバやイヌビエなどの上で活動を始め、6月頃から産卵が始まるが、産卵はかなり長期にわたり、6月下旬から11月まで成虫も各零幼虫も見ることができる。卵は稲などの葉裏に20-30粒をまとめて産み付ける。成虫は昼間に活発でよく飛翔するが、夜間に燈火に集まることも観察される。
生活史に関しては1年間の世代数は地域によっても異なるらしい。鹿児島県では飼育実験を元に最大で4世代を経過するという推定があり、滋賀県では越冬成虫が6月上旬に飛来して後に2世代経過、つまり年3世代という調査報告があり、逆に茨城県北部では7月に飛来し、年に1ないし2世代との報告がされている。

## 分布
日本では本州（宮城県以南）、四国、九州、壱岐、対馬、南西諸島、小笠原諸島と本州以南に広く分布し、国外では台湾、朝鮮、中国から東洋区一帯に広く分布する。日本各地でごく普通種である。

## 類似種など
本種の含まれるクモヘリカメムシ属には世界では東洋区を中心に6種があり、そのうち日本には3種が知られる。本種以外の2種は以下のものである。
- L. acuta ホソクモヘリカメムシ
- L. oratoria タイワンクモヘリカメムシ

これらは本種ととてもよく似ており、若干の斑紋などの差はあるが区別は難しい。さいわいにどちらも本土にはおらず、前種は奄美大島以南、後種は大隅諸島以南に分布する。いずれもイネの害虫である。
日本本土では亜科レベルで異なるものであるがヒメクモヘリカメムシ属 Pauaplesius のものが2種知られる。ヒメクモヘリカメムシ P. unicolor とニセヒメクモヘリカメムシ P. vulgaris で、いずれも本州以南に広く分布する。本種とかなり似ているが、これらは頭部が大きくて前胸とほぼ同じ長さがあり、頭部の小さい本種とは比較的判別が容易である。ただしこの2種は20世紀中は混同されていたものである。なお、これら2種はイネ科でも主にササ類につく。ちなみにこの前種はこれまで名の上がったもの(本種を含め)の中で唯一、北海道に分布がある。北海道でこんな虫を見たらこの種と判断できる理屈である。

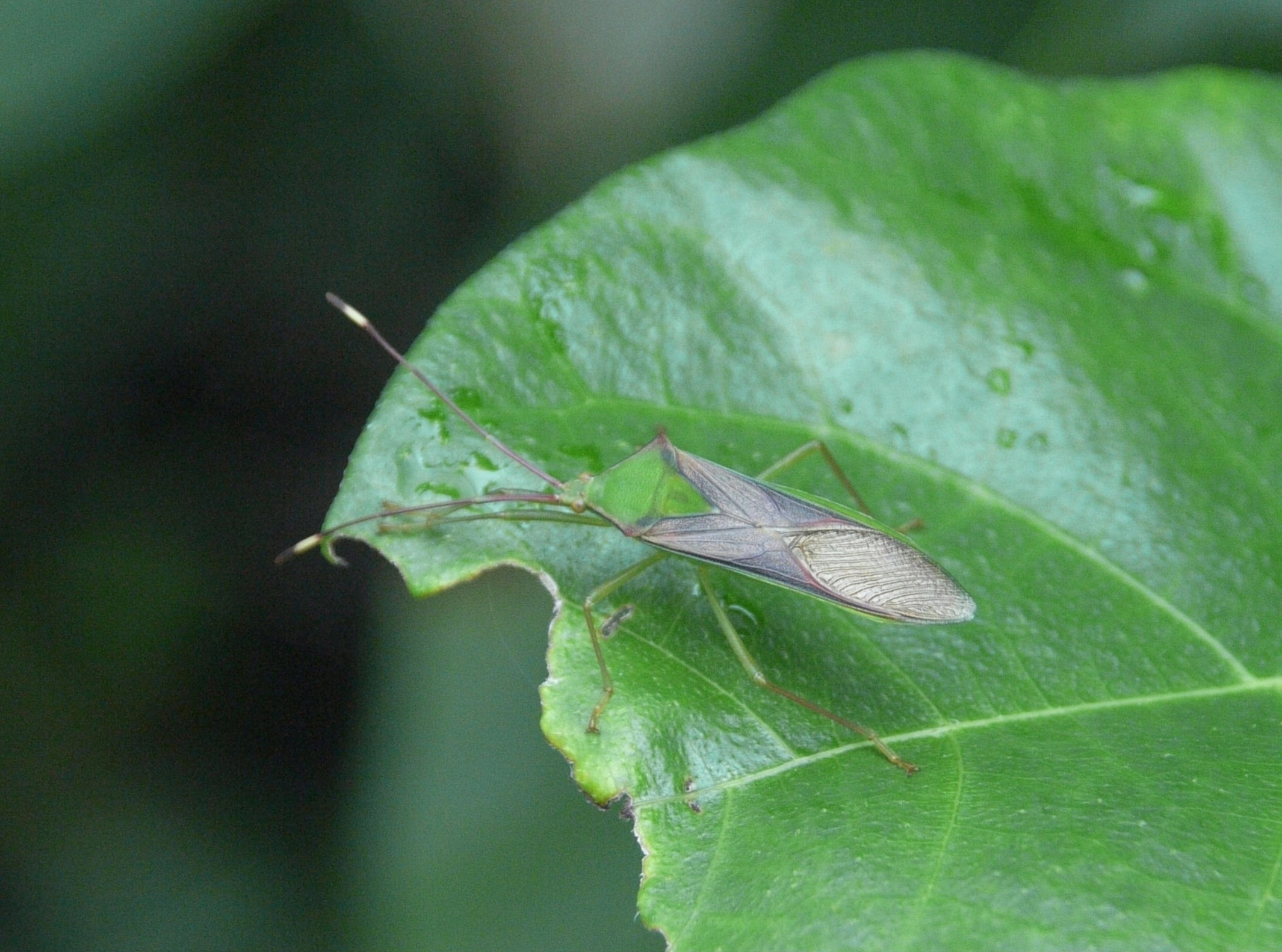
オオクモヘリカメムシ

なお、名前が似ているものにオオクモヘリカメムシ Homoeocerus striicornis があり、外見的にはどこか似ているが、こちらは16-22mmに達するかなり大きなカメムシで、体の幅もずっと広い。分類上も別の科に所属するもので、主としてネムノキを宿主とする。しかしながら本種の名前の影響でイネの害虫と言われたことがあったという。

## 利害
稲の害虫として著名なものである。これは日本に限らず、東洋熱帯域の各地でも古くからイネの害虫として非常によく知られていた。イネにつくカメムシは種数がとても多いが、その中で特に深刻な被害を出す種としてその名があげられる。
幼虫、成虫ともに稲の穂から吸汁する。稲の穂の登熟の初期から後期まで加害するが、とくに乳熟期の子実粒を好む。登熟の初期に加害を受けた場合、イネは葉こそ育っているが穂が実らない、いわゆる青立ち症になり、しいなや屑米が多くなる。このために本種が多く発生した場合、その水田の収穫が皆無になる場合がままあるという。登熟の中期以降に加害を受けた場合でも、他のカメムシの加害に比べて子実粒の変質異常の起きる率が高く、被害粒率に比べ、形が普通の斑点米の発生率が低い。成虫、幼虫ともに加害する際に稲籾の内穎と外穎の縫合部の内穎から斜めに口吻を刺し入れて吸汁するという特殊な特徴がある。そのために被害部位は米粒の側面に出る場合が多く、中程より先端側に出ることが比較的多い。本種はイネ科植物に広くつくので周囲の雑草から移動してくることが多く、また稲刈りののちにも越冬までの期間をそこで過ごす。
被害は山間地、特に山際の水田でよく発生し、これは越冬地が森林の林床であることに関係するらしい。またイネが穂を出す前には周囲の雑草、エノコログサなどの穂の上に出現するので、それを見ると発生の夥多が判断できる。同一地域では早くに穂の出る水田に被害が集中しやすい。また1つの水田でも周辺部に発生することが多い。
イネ以外のイネ科雑穀にも加害する。イネ科の牧草にもつくが、こちらでは実質的な害はない。イネ科以外にマメ科の牧草も加害することがある。その他、時にミカン類の果実から吸汁して加害することがある。